# Абсолютна влада
«Абсолютна влада» (англ. Absolute Power) — американська сюжетна арка (кросовер) у форматі обмеженої серії коміксів, видана DC Comics у 2024 році. Подія стала завершенням видавничої ініціативи Dawn of DC. Сценарій написав Марк Вейд, художником виступив Ден Мора. Основна серія виходила з 3 липня по 2 жовтня 2024 року та розгортається після подій House of Brainiac. Кросовер отримав позитивні відгуки критиків, які відзначили сценарій Вейда, візуальний стиль, динаміку бойових сцен і підсумкову розв’язку.

## Історія публікації
Absolute Power — кросовер-подія, видана DC Comics, перший випуск якої вийшов 3 липня 2024 року. Основна мінісерія складається з чотирьох випусків, написаних Марком Вейдом і проілюстрованих Деном Мора.
Під час ініціативи Dawn of DC було анонсовано формування так званої «Трійці Зла», до складу якої увійшли Аманда Воллер — лідер організацій A.R.G.U.S., Шах і мат і Загону самогубців; Бетмен із Зур-ен-Арр — персонаж Срібної доби коміксів, повторно представлений у 2022 році в сюжетній арці Failsafe (Batman, том 3, №125–130; автори — Чіп Здарскі та Хорхе Хіменес); а також Королева Брейніака — жіноча версія Брейніака, вперше з’явилась у 2024 році в арці House of Brainiac від Джошуа Вільямсона та Рафи Сандоваля.

## Синопсис
Щоб нейтралізувати здібності всіх металюдей по всьому світу, Аманда Воллер залучає до лав Загону Самогубців Фейлсейфа та Королеву Брейніака. Її кампанія базується на поширенні страху й ненависті до людей зі надздібностями. У відповідь Ліга Справедливості та решта героїв створюють рух опору.

## Випуски
- Absolute Power: Ground Zero
- Absolute Power #1
- Batman (Том 3) #150
- Absolute Power: Task Force VII #1
- Green Lantern (Том 7) #13
- Superman (Том 6) #16
- Wonder Woman (Том 6) #11
- Absolute Power: Task Force VII #2
- Absolute Power: Origins #1
- Green Arrow (Том 7) #14
- Absolute Power: Task Force VII #3
- Absolute Power #2
- Batman (vol. 3) #151
- Absolute Power: Task Force VII #4
- Green Lantern (Том 7) #14
- Superman (Том 6) #17
- Wonder Woman (Том 6) #12
- Absolute Power: Task Force VII #5
- Absolute Power: Origins #2
- Green Arrow (Том 7) #15
- Absolute Power #3
- Batman (Том 3) #152
- Absolute Power: Task Force VII #6
- Green Lantern (Том 7) #15
- Absolute Power: Super Son
- Superman (Том 6) #18
- Wonder Woman (Том 6) #13
- Absolute Power: Task Force VII #7
- Absolute Power: Origins #3
- Green Arrow (Том 7) #16
- Absolute Power #4

## Сприйняття
За даними Comicscored.com, основна чотиричастинна мінісерія Absolute Power отримала оцінку «Дуже добре» з індексом Comicscore 84 на основі 82 рецензій критиків. Супутня семичастинна серія Absolute Power: Task Force VII отримала оцінку «Добре» з індексом 71 (74 рецензії), а тричастинна Absolute Power: Origins — також «Добре», з індексом 77 на основі 24 рецензій.
На сайті ComicBook Roundup серія Absolute Power має середній бал 7.8 із 10 за результатами 222 оглядів.

## Продовження
Absolute Power завершив ініціативу Dawn of DC і започаткував нову фазу розвитку всесвіту під назвою DC All In. Ініціатива стартувала у жовтні 2024 року під кураторством Джошуа Вільямсона та Скотта Снайдера. За словами Снайдера, All In не передбачає жодних перезапусків або рестартів поточних серій, натомість зосереджується на послідовному розвитку наявних сюжетних ліній та розширенні всесвіту DC.